# Oedaleosia concolor
Oedaleosia concolor är en fjärilsart som beskrevs av Embrik Strand 1912. Oedaleosia concolor ingår i släktet Oedaleosia och familjen björnspinnare. Inga underarter finns listade i Catalogue of Life.